# Agrius godarti
Agrius godarti là một loài bướm đêm thuộc họ Sphingidae, được tìm thấy ở bán phần phía bắc của Úc.
Sải cánh dài khoảng 8 cm.